# Un mundo de veinte asientos
Un mundo de veinte asientos fue una telenovela argentina emitida en 1978. Protagonizada por Claudio Levrino y Gabriela Gili y la segunda temporada por Claudio Levrino y María de los Ángeles Medrano.

## Guion
Esta telenovela semanal, que se emitió durante 1978, fue escrita por Delia González Márquez,
La trama se centraba en la historia de amor entre un colectivero y una muchacha que se hacía pasar por la mucama de una familia de buena posición económica.

## Elenco
El elenco de la telenovela estuvo integrado por los siguientes actores:
- Claudio Levrino (Juan)
- Gabriela Gili (Angelina)
- María de los Ángeles Medrano (Carolina)
- María Elena Sagrera (Amelia)
- Roberto Escalada (Ignacio)
- Chela Ruíz (Rosita)
- Hilda Bernard (Ana)
- María Bufano (Luisa Agripina)
- Pablo Codevila (Julio César)
- Nora Cullen
- Pierina Dealessi (Abuela pasajera)
- Omar Delli Quadri (Arsenio)
- Graciela Dufau (Madre de María)
- Ulises Dumont (Miguel Ángel)
- Alejandro Escudero (Quique)
- Cacho Espíndola (Lito)
- Virginia Faiad (Natalia)
- Olga Hidalgo (Celina)
- Mariana Karr
- Guillermo Marín (Gordo Pahor)
- Carmen Barbieri (Ella misma)
- "Paisaje", por Franco Simone  (Diego)
- Jorge Morales (Edmundo)
- Carlos Moreno (Pancho)
- Mario Morets (Walter Meniville)
- Tino Pascali (Lorenzo)
- Mario Pasik (Marcelo)
- Maximiliano Paz (Raúl)
- Rita Terranova (María Gimena)
- Coni Vera (María)

## Ficha técnica
- Autora: Delia González Márquez
- Sonido-Musicalización: Ricardo Veggiani
- Escenografía: Rubén Greco
- Iluminación: Ángel Giménez
- Producción: Celso Durán
- Producción y dirección: Diana Álvarez

## Recepción y críticas
La telenovela tuvo altos niveles de audiencia y generó un fervor del público similar al que años antes había tenido Rolando Rivas, taxista, con la que compartía el mismo tono costumbrista.
Junto a otros teleteatros de la misma época como Pablo en nuestra piel y Pobre diabla, marcó un momento de inflexión en el género, que hasta entonces no solía abordar los conflictos sentimentales cotidianos de las clases populares.
A nivel profesional, la carrera significó la consolidación definitiva de la pareja protagónica, que más tarde intentaría reeditar el éxito con Daniel y Cecilia, telenovela que finalizó de manera inesperada tras la trágica muerte de Levrino.

## Curiosidades
El personaje de Levrino en la ficción trabajaba de colectivero de la línea 60, una de las más populares en Buenos Aires. Además, gran parte de la historia se filmó en las cercanías del mítico Tigre Hotel, lugar donde por aquel entonces finalizaba el recorrido de la línea (partido de Tigre). En una versión anterior (radial) en los años 60', el protagonista (el colectivero) era Roberto Escalada (en la versión televisiva su personaje era el padre de Levrino).También a los gineceos de los '60: se hizo una versión televisiva con Sergio Renán en el papel protagónico, pero pasó sin pena ni gloria. Hubo una versión anterior protagonizada por Sergio  Renán como el colectivero y Cristina del Valle por Canal 9 que comenzó en enero de 1969.
También se filmo la novela de Levrino y Gilli en una gran parte en el Pasaje Matorras entre Beauchef y Viel en el barrio de Caballito, cuadra en la que realmente vivía la actriz Chela Ruiz, y los vecinos del pasaje solían actuar como extras.

## Cortina musical
La telenovela popularizó enormemente a Cacho Castaña, cuya canción "Para vivir un gran amor" era la banda sonora de la historia.